# Гусинский, Валерий Залманович
Валерий Залманович Гусинский — учёный и изобретатель в области прецизионных инерциальных навигационных систем, лауреат Государственной премии СССР (1984).
Родился 16.01.1939, Ленинград.
После окончания в 1963 году Ленинградского института точной механики и оптики (ЛИТМО) работал в ЦНИИ «Электроприбор», инженер, с 1970 г. руководитель группы создания навигационных систем на ЭСГ (электростатический гироскоп), затем — начальник отдела — главный конструктор направления.
Главный конструктор прецизионного гирокорректора «Скандий».
Область научных интересов: гироскопические приборы и устройства, системы инерциальной навигации.
Доктор технических наук, профессор.
Лауреат Государственной премии СССР (1984). Лауреат премии имени Н. Н. Острякова (1996). Заслуженный изобретатель Российской Федерации (02.08.2004).
Сочинения:
- Определение орбиты спутника по измерениям дальности до поверхности Земли // Известия РАН. «Космические исследования», 1994, т.32, вып.3.
- Бескарданный измерительный модуль для интегрированных систем навигации и управления // Proceedings of the Symposium Gyro Technology. Stuttgart, 1994.
- Роторы гироскопов с интегрально-сферической поверхностью // Известия РАН. «Механика твердого тела», 1995, вып.5.
- Использование информационной избыточности в ИНС на ЭСГ // Proceedings of the 52nd Annual Meeting, «Navigational Technology for The 3rd Millennium», Cambridge, M.A. June 19-21,1996.
- Оптимизация алгоритмов угловой ориентации для БИНС при случайном движении объекта // Journal of The Institute of Navigation, 1997.Vol. 44, № 2. Summer.
- Новая процедура разработки оптимальных алгоритмов угловой ориентации для БИНС // Journal of Guidance, Control, and Dinamics, 1997, Vol.20, № 4, July-August
- Бескарданный электростатический гироскоп в системах ориентации космических аппаратов // Proceeding of the Second International Symposium on Inertial Technology. Beijing, October 1998, P. 104—114